# Super aplikace
Super aplikace je typ mobilní nebo webové aplikace, která se nezaměřuje na poskytování jedné konkrétní služby, ale poskytuje celou škálu různých služeb jako jsou například instant messaging, mobilní platby, videohry, e-commerce nebo video na vyžádání. Taková aplikace zároveň často plní roli internetové sociální sítě, ale díky svému širokému záběru a široké uživatelské základě je zpravidla také sociální sítí v sociologickém významu slova. Obzvláště populární jsou takové platformy v Asii, ještě konkrétněji ve Východní Asii, nejvíce v Číně.
Mezi významné super aplikace patří například:
- WeChat (velmi populární v Číně, celkem má téměř 1,4 miliardy uživatelů)[3]
- Line (používá téměř 80 % populace Japonska)
- Grab (populární v zemích Jihovýchodní Asie)
- Tata Neu (populární v Indii)
- Gojek (populární v Indonésii)
- Alipay (populární v Číně)

V roce 2022 hovořil o možnosti přeměny sociální sítě Twitter na super aplikaci její nový majitel Elon Musk. Hranice označení konkrétní platformy jako superaplikace není zcela jednoznačná a podle některých definicí by tak takovou aplikací mohla být například i sociální síť Facebook.